# Gymnothorax eurostus
Gymnothorax eurostus és una espècie de peix de la família dels murènids i de l'ordre dels anguil·liformes. Poden assolir els 60 cm de longitud total. Es troba a Costa Rica i Xile, incloent-hi l'Illa de Pasqua. És una espècie d'escull que viu a aigües poc profundes, encara que no es veu sovint. Són carnívors nocturns voraços que s'alimenten principalment de peixos d'escull.